# Chentet-cheret
Chentet-cheret ist die Bezeichnung eines altägyptischen Dekans, der drei Dekan-Sterne umfasste und zum altägyptischen Sternbild Schiff gehörte, welches in vielen Särgen auf den Diagonalsternuhren sowie beispielsweise auch im Grab des Senenmut abgebildet ist und etwa auf gleicher Höhe des altägyptischen Sternbildes Schaf lag.
Das auffälligste Himmelsobjekt ist hierbei das Doppelsternsystem ζ2-Scorpii im Sternbild Skorpion. 
In den Dekanlisten der Sethos-Schrift repräsentierte Chentet-cheret am Leib der Nut den elften Dekan. Der heliakische Aufgang war für den 16. Schemu IV angesetzt und hatte als Datierungsgrundlage die verfügte Anordnung unter Sesostris III. (12. Dynastie) in dessen siebtem Regierungsjahr. 